# Jamie Renée Smith
Jamie Renée Smith est une actrice américaine née le 10 avril 1987 à New York.

## Biographie
Elle commence sa carrière d'actrice à l'âge de six ans quand, à sa première audition, elle décroche un rôle de "guest star" dans un épisode de Sauvés par le gong. Elle a joué dans Les Naufragés du Pacifique et dans divers rôles à la télévision, y compris Le Pic de Dante avec Pierce Brosnan, Parents à tout prix, Urgences et Malcolm. En 2008, elle est "guest star" de Shark et Bones. Elle est également apparue dans Une nounou d'enfer en tant que Fran Fine (enfant) dans trois épisodes.

## Filmographie
- 1994 : Les Soupçons d'une mère (Someone She Knows) d'Eric Laneuville : Brandy Gardner (Téléfilm)
- 1996 : Les Démons du maïs 4 : Margaret Rhodes
- 1996 : Déclic charnel (Ringer) de Carlo Gustaff (Téléfilm)
- 1997 : Une nounou d'enfer (Épisodes 4x19, 5x22/23 et 6x10) : Fran Fine (Enfant)
- 1997 : Le Pic de Dante de Roger Donaldson
- 1998 : Les naufragés du Pacifique  : Elisabeth Robinson
- 1999 : Au fil de la vie de Michael Schultz (téléfilm)
- 2000 : Jack, roi de la glisse (MVP: Most Valuable Primate) : Tara Westover
- 2000 : Urgence série ( épisode 17x7) : Emilie Perrault
- 2008 : Shark (Saison 2 épisode 15) : Abby Colemann
- 2008 : Bones (Saison 4 épisode 5) : Karen
- 2010 : Weeds (Saison 6 épisodes 4,5 et 6) : Kimmi
- 2012 : Un goût de romance : Beth